# Visconde de Sabugosa
Visconde de Sabugosa é um personagem do Sítio do Pica-pau Amarelo, criado por Monteiro Lobato.

## O personagem
Visconde é um boneco feito de sabugo de milho, cuja sabedoria obteve através dos livros da estante de Dona Benta. Apesar de ser um Visconde, seu único pertence é a sua cartola. Nas aventuras é sempre escolhido por Pedrinho para fazer as coisas mais perigosas, pelo fato de ele ser "consertável", se estragasse ou se machucasse ou até morresse, Tia Nastácia fazia outro. 

### A obediência à Emília, e a paixão por Climene
Uma das características mais marcantes na personalidade do Visconde, é que ele é muito obediente à boneca Emília, pois segundo alguns livros, ele tem muito medo dela, que sempre o ameaça de "depená-lo" (arrancar seus braços e pernas) se ele não fizer o que ela manda. Por causa disso, ele sempre se submete às ordens da bonequinha, mesmo que às vezes contra o seu próprio gosto, e com isso Emília sempre o obriga a carregar sua canastra cheia de bugigangas em todos os lugares em que vão. Contudo existe um fato que é um pouco contraditório, pois Monteiro Lobato aparentemente imaginava dar um rumo diferente sobre o que o Visconde sentia pela Emília, mas isso acabou sendo mudado pelo próprio Lobato em outro capítulo deste mesmo livro. Porque na história "O Irmão de Pinóquio" contida em "Reinações de Narizinho", Lobato diz que o Visconde parecia ter uma paixão oculta pela Emília, porém isso muda no capítulo "Pena de Papagaio", de acordo com este trecho: "Teve lindos sonhos. Sonhou com um país sossegado, onde não havia nem Emílias nem canastras." (Esse trecho se refere a uma ocasião onde o Visconde dorme e sonha estar em um lugar onde "não existem Emílias", por não aguentar mais a boneca mandando nele, e o fazendo carregar sua canastrinha em todos os lugares).
Outra evidência dessa mudança de ideia de Monteiro Lobato, aparece no livro "Os Doze Trabalhos de Hércules", onde durante uma viagem com Pedrinho e Emília à Grécia Antiga, o Visconde se apaixona por uma pastora de ovelhas chamada Climene (mas não é correspondido por ela). Climene é descrita no livro como o primeiro e último amor do Visconde de Sabugosa. E inclusive a própria Emília ao perceber o que acontecia com o Visconde, chegou até mesmo a ajudá-lo a cortejar Climene, enviando uma carta que ele havia escrito para a pastorinha através do Pó de Pirlimpimpim. Na história a boneca esfregou no "nariz" da carta uma pitada do Pó mágico, e ela chegou às mãos de Climene. Neste mesmo livro Lobato diz que o Visconde treme de medo só de ouvir a palavra "depenar", por que desde o começo de sua vida Emília sempre o ameaçou desta forma.
Nas duas séries do Sítio da Rede Globo este fato foi mostrado de maneiras diferentes, na versão de 1977 foi seguido a risca o trecho que aparece em "Reinações de Narizinho" no capítulo "O Irmão do Pinóquio" (e que seria mudado por Lobato nos próximos capítulos do mesmo livro). Na série de 77 Visconde e Emília eram adultos, e em alguns episódios como "Cupido Maluco" de 1978 (história feita para a televisão, e não criada por Lobato) Visconde (André Valli) se mostra apaixonado pela Emília (Reny de Oliveira), e por este motivo, sempre obedece às ordens da boneca, chegando a dizer que com ela, ele "vai até o fim do mundo". 
Diferente da versão dos anos 70, no Sítio de 2001 a 2007, o personagem é adaptado da maneira como aparece na história "Pena de Papagaio" e "Os 12 Trabalhos de Hércules", onde o Visconde sente medo de Emília por ela o ameaçar de ser "depenado" de seus braços e pernas, e faz tudo o que ela manda mesmo estando descontente ou não com as ordens dela. Na série de 2001 em muitas ocasiões o Visconde aparece cumprindo, a contragosto, as ordens de Emília , mas a boneca só fala em "depenar" pela primeira vez no episódio da TV "Memórias de Emília" de 2001, onde Emília se zanga com o Visconde quando ele diz que vai por um ponto final no livro de memórias da boneca, o sabugo porém, pelo medo que sente da ameaça, volta atrás e diz que não era um ponto final e sim uma vírgula. Curiosamente na série de 2001 a 2007, mesmo depois do Visconde ter ganhado o tamanho de um ser humano normal, ele continuou tendo medo de Emília, principalmente em 2005 quando foi interpretado por Aramis Trindade, e passou a tremer e gaguejar sempre que Emília lhe dava uma ordem, e quase sempre se referia a ela como "Marquesa".

### Gente ou vegetal
Em A Chave do Tamanho, onde Emília reduz, por acidente, o tamanho de todos os seres humanos, Visconde é o único que não é afetado por ainda ser um "vegetal", diferente de Emília, que, segundo alguns livros de Lobato, evoluiu se tornando "uma gentinha".

## Na televisão

### Atores
Nas adaptações para a televisão da obra infantil de Monteiro Lobato, o Visconde foi vivido por muitos atores ao decorrer dos tempos, os atores das primeiras séries em preto e branco, são pouco conhecidos hoje em dia. Na primeira versão televisiva da Rede Tupi em 1952, o personagem foi vivido por Rubens Molino, Luciano Maurício, e Hernê Lebom. Depois foram, Roberto Orosco em 1964 em uma outra versão na TV Cultura, e Ewerton de Castro na Rede Bandeirantes em 1967. Na versão seguinte, produzida pela Rede Globo em 1977, já em cores, o personagem foi interpretado pelo ator André Valli durante 8 anos, André se tornou o interprete mais conhecido pelo público até hoje. Em outra versão também produzida pela Rede Globo em 2001, o Visconde ganhou vida com mais três atores, o primeiro deles foi Cândido Damm, que fez o personagem entre 2001 e 2004. Em 2005, os diretores do Sítio queriam um "Visconde mais magrinho", e escalaram o ator Aramis Trindade para viver o intelectual personagem, ele o interpretou durante os anos de 2005 e 2006, e usou dois tipos diferentes de figurinos, um em cada ano. Em 2007, com nova direção, o Sítio tem todo o elenco trocado, e o Visconde passa a ser interpretado por Kiko Mascarenhas. Uma curiosidade, é que os atores André Valli e Aramis Trindade, além de ambos terem interpretado o Visconde de Sabugosa nas versões da TV Globo, os dois também eram conterrâneos, nascidos na cidade de Recife em Pernambuco. Eles chegaram também a se conhecer nos estúdios da Rede Globo em 2006. Em 2021, o SBT e a TV ZYN anunciam um remake, anunciando também que Hugo Carvalho interpretará o personagem.

### Personalidade
Na versão de 1977 a 1986, Visconde (André Valli) é mostrado como um cavalheiro, e às vezes um pouco atrapalhado, mas que sempre apresenta uma personalidade mais séria típica de um sábio. Na versão de 2001 a 2007, pelo fato de ter sido interpretado por três atores em épocas diferentes, o personagem já apresentou três personalidades diferentes. Quando era feito por Cândido Damm, de 2001 a 2004, tinha uma personalidade mais séria, e algumas vezes era bem rabugento, principalmente em relação as travessuras e asneiras da Emília. Quando passou a ser feito por Aramis Trindade, em 2005 e 2006, ganhou uma personalidade de inventor e sábio meio atrapalhado, e algumas vezes também era um pouco excêntrico, quando começava, por exemplo, a inventar máquinas que Emília lhe pedia, ou quando estava pesquisando algo. Um fato curioso é que Aramis criou uma característica para o Visconde, que mais tarde foi aderida na série animada do Sítio de 2012, que é um forte sotaque paulista, com bastante ênfase nas letras "R" e em "L" finais. Já em 2007, Kiko Mascarenhas deu uma personalidade mais descontraída, mas ao mesmo tempo sábia, e em um episódio romântica, quando o Visconde se apaixona por uma cientista chamada Minerva.

### Dublagens
- Em 1998 o dublador Eleu Salvador fez a voz do Visconde em um CD da "Canto e Encanto", que narrava as histórias "Os 12 Trabalhos de Hércules" e "História das Invenções".

- Em 2012, a Rede Globo lançou a série animada do Sítio, e a voz do Visconde foi feita pelo dublador César Marchetti. Curiosamente, como citado acima, o desenho animado do Sítio aderiu a uma característica criada nas temporadas do Sítio de 2005 e 2006 pelo ator Aramis Trindade, que é o sotaque paulista do Visconde de Sabugosa. César quando faz a voz do personagem dá bastante ênfase nos "L" finais e nas letras "R".

### Ilustrações
- Ilustração do cartunista Belmonte
- Visconde de Sabugosa por André LeBlanc
- Visconde por Manoel Victor Filho

### Atores da TV
- André Valli na versão de 1977
- Cândido Damm na versão de 2001
- Aramis Trindade no ano de 2005 e no ano de 2006
- Kiko Mascarenhas na versão de 2007